# Glenn Holgersson
Glenn Holgersson, född 5 november 1979, är en svensk före detta fotbollsspelare. Han spelade i första hand som vänsterback eller mittback.
Han skolades i Kirsebergs IF och kom som 10-åring till Malmö FF. Holgersson spelade 19 pojklandskamper och 11 juniorlandskamper. När han var 18 år lämnade han MFF för Höllvikens GIF och kom senare till IFK Malmö, parallellt jobbade han som sotare. I december 2003 återvände han till Malmö FF och var med och tog SM-guld 2004 under Tom Prahl. Holgersson hade även ett hårt skott, vilket MFF-publiken fick uppleva hemma mot GIF Sundsvall 28 augusti 2005, när han gjorde det sista målet i matchen som slutade 6-2.
I Malmö FF blev speltiden mindre och mindre, och han valde sommaren 2006 att gå vidare till allsvenska nykomlingen Örebro SK.
Efter fyra säsonger i Örebro avslutade Holgersson karriären i FC Rosengård.

## Klubbar
- Kirsebergs IF (-1988)
- Malmö FF (1989-1998)
- Höllvikens GIF (1999-2000)
- IFK Malmö (2000-2003)
- Malmö FF (2003-2006)
- Örebro SK (2006-2009)